# 北海道ちほく高原鉄道
北海道ちほく高原鉄道株式会社（ほっかいどうちほくこうげんてつどう）は、2006年（平成18年）4月まで北海道で鉄道路線ふるさと銀河線を運営していた鉄道事業者。沿線自治体などの出資による第三セクター方式で設立された、第三セクター鉄道の一つである。本社は北海道北見市大通西1丁目5番4号。

## 発足までの経緯
池田駅から北見駅までを結ぶ日本国有鉄道（国鉄）池北線は、日本国有鉄道経営再建促進特別措置法による存続基準を満たさないとして、1984年（昭和59年）6月22日に第2次特定地方交通線に承認。この時点では厳冬期の安定したバス輸送が可能か調査が必要として保留となったが、1985年（昭和60年）8月2日に問題なしとして承認されることとなった。
沿線自治体はあくまで国鉄・北海道旅客鉄道（JR北海道）による運営を前提とした存続運動を展開したが、存廃結論期限が迫る中、1988年（昭和63年）2月5日の個別協議では自治体による応分の負担もやむを得ない、つまり、第三セクター鉄道化による存続へと方針転換した。その後の協議では基金制定などの諸準備が始められ、同年11月14日、池北線廃止による代替措置は第三セクター運営による鉄道輸送とすることを決定した。
池北線は国鉄分割民営化に伴い、北海道旅客鉄道（JR北海道）による運営となっていたが、第三セクター鉄道化決定後はJRからの移行を円滑にすべく準備が急がれた。1988年（昭和63年）11月27日に「池北線運行対策準備会」を発足させて事業計画などを策定。1989年（昭和64年）1月5日には受け皿会社に北海道が2億円、民間事業者が1億円、沿線市町が1億円を出資し、商号を「北海道ちほく高原鉄道株式会社」とすることが決定した。路線名は公募され、同年（平成元年）1月20日に「ふるさと銀河線」とすることを発表。同年2月27日の池北線協議会で代替輸送業者は北海道ちほく高原鉄道とし、転換時期は同年6月4日を目処とすることが決まった。

## 発足から営業開始まで
1989年（平成元年）2月28日の創立総会を経て、3月9日に北海道ちほく高原鉄道株式会社を設立登記した。3月18日にJR北海道北見運転区施設内に本社事務所を仮設し開業に向けた作業が行われた。JR北海道が提出していた池北線の廃止申請は3月29日付で認められ、翌3月30日には代替鉄道事業者認定書および第一種鉄道事業免許状が北海道ちほく高原鉄道に交付された。4月24日午前7時14分、CR70形気動車6両が北見駅1番線に到着。4月27日より試運転を開始し開業に備えた。6月3日、池北線ではさよなら列車の運転などお別れ行事が催され、80年におよぶ歴史に幕を閉じた。
1989年（平成元年）6月4日、北見駅および池田駅より開業記念列車が出発。各有人駅でも出発式が催され熱烈な歓迎を受けた。置戸町中央公民館において北海道ちほく高原鉄道株式会社開業式典を挙行。北海道内唯一の第三セクター鉄道として、日本一長い第三セクター鉄道として、JR北海道池北線改め北海道ちほく高原鉄道ふるさと銀河線は新たなスタートを切った。

## 営業開始後の動き

### 運行ダイヤ
当初の運行ダイヤは池北線のものを踏襲の上で全列車ふるさと銀河線内での運行となった。日中は2 - 3時間に1本の割合で利便性が良いとは言えず、北見駅および池田駅での他路線接続も不便であった。沿線の意向も汲んだダイヤ改正を同年8月6日に実施し、ワンマン運転の開始および上下13本の増便が行われた。快速列車「銀河号」が設定され、全線の所要時間は普通列車と比べて45分程度短縮された。同年度はこのほか2度のダイヤ修正が行われ、陸別から置戸方面への早朝便設定など利便性向上に努めた。
発足時からの課題であったJR北海道帯広駅への乗り入れは1991年（平成3年）11月1日より開始された（#JR北海道との協力関係も参照）。

### 営業施策

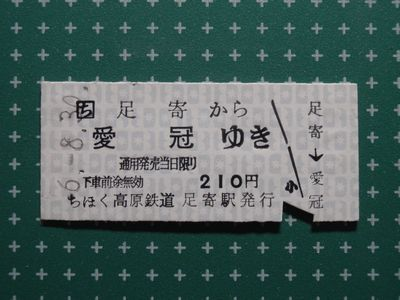
縁起切符とされた愛冠駅乗車券

振興会議での発案により、皆に応援してもらおうと「ふるさと銀河線友の会」が発足。会員には会員証や記念テレホンカードなどの送付に加え、希望する駅のモニュメントに氏名を刻んだ星型のプレートを掲げることができるもので、1999年（平成11年）現在で3,000名を超える会員数となっている。北見駅 - 置戸駅間でビール列車の運行、愛冠駅で結婚式を挙行するカップルへの協力、縁起が良い駅名として愛冠駅関連の切符が販売され、売れ行き好調であった。
ビール列車やミステリー列車などの団体・イベント列車も運行された。障害を持つ人にも列車の旅を楽しんでもらいたいと「ひまわり号を走らせる会」が発足され、置戸町で開催されるイベント見学用にひまわり号が初めて運行された。
その他の活性化策では、北見市内の企業から自転車の寄贈があり、観光客のサービスアップに繋がればと線内有人駅に配置し無料貸し出しを行った。
1998年（平成10年）には駅名標にふるさと銀河線の路線名にちなんだ星座の名前を付けて利用客を増やすアピールを試みた。銀河の中心から近い射手座を基点の池田駅として、本別駅、足寄駅、愛冠駅、上利別駅、大誉地駅、陸別駅、置戸駅、境野駅、訓子府駅、上常呂駅、北見駅に星占いにも使われる12星座を使用した。

### 施設の更新

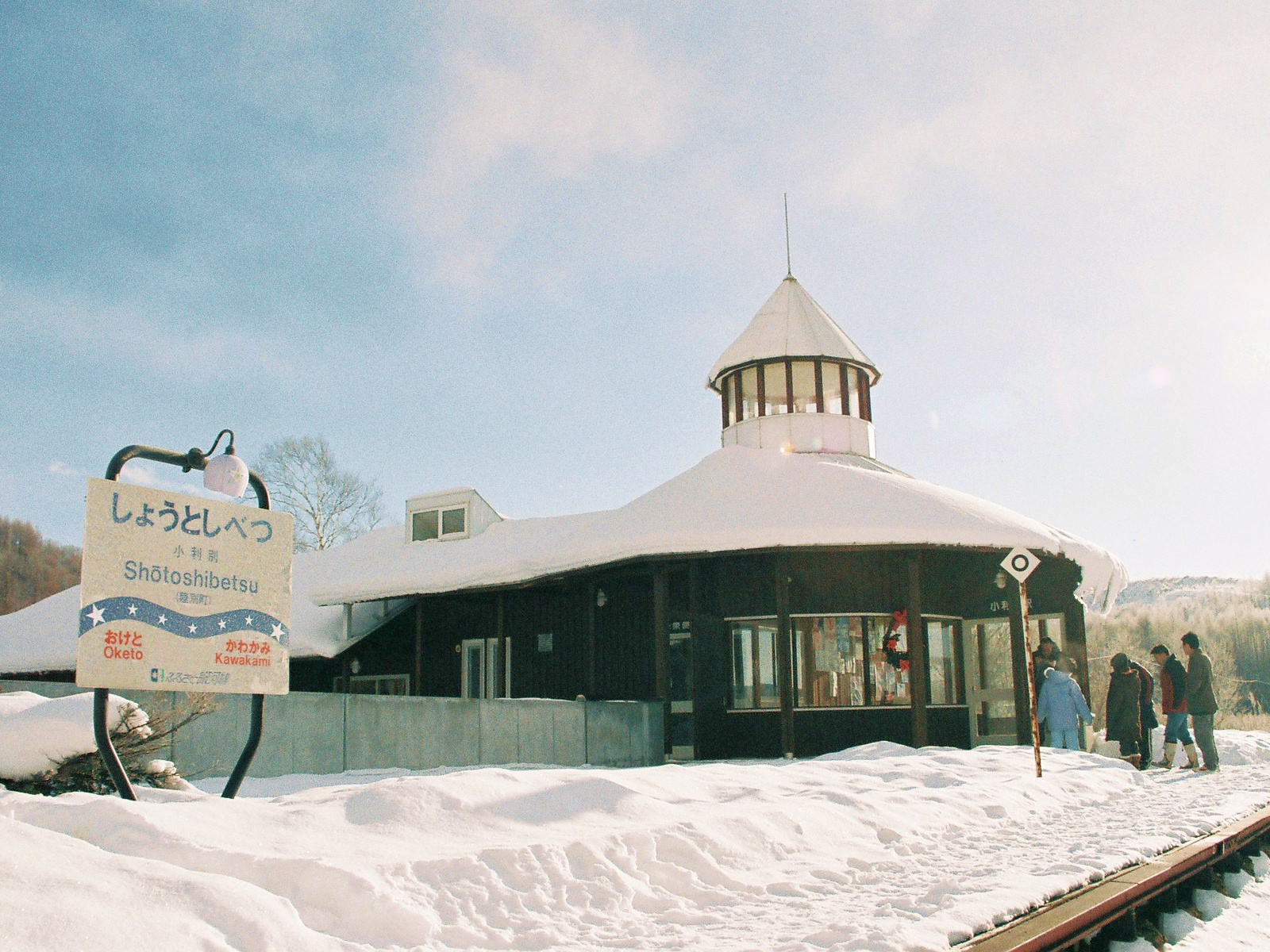
駅舎改築第一号となった小利別駅（2004年1月）

区間によっては開通から80年が経過、施設の老朽が進んでおり更新が図られた。
駅の建て替えはふるさと創生事業を利用した町おこしの一環で駅周辺開発とともに行われ、駅舎は複合施設化により人々が集まりやすい場所にすることとなった。1990年（平成2年）12月17日に供用開始した小利別駅を皮切りに、線内自治体の代表駅は全駅が改築され、2000年（平成12年）11月1日に供用開始した訓子府駅をもって概ね終了した。
鉄道設備は老朽化が進んでおり、鉄道軌道近代設備整備事業補助を利用して列車集中制御装置 (CTC) 導入を決定した。整備は3箇年3区間に分けて行われ、1995年（平成7年）度は北見駅から置戸駅までの30.6 kmで12月20日から使用を開始し上常呂駅を3月1日から無人化、1996年（平成8年）度は置戸駅から足寄駅までの64.8 kmで11月20日から使用を開始し上利別駅を3月1日から無人化、1997年（平成9年）度は残る足寄駅から池田駅までの44.6 kmで11月1日から使用を開始し高島駅が3月31日限りで無人化された。
構造物についても鉄道近代化補助事業の対象となったことから、建設から80年以上経過する3橋梁の診断を依頼したところ、現時点では問題なしとの結果が出た。車両は導入から10年が経とうとし更新の時期を迎えるが、経営状況から延命工事を施すこととし、北海道および沿線自治体からの補助を受けて1998年（平成10年）度は4両に実施された。
高速化については1996年（平成8年）7月に日本鉄道建設公団が札幌駅から北見駅までを、ふるさと銀河線と石北本線双方で検証した。様々なケースを想定したが、石北本線を改良した方が所要時間短縮が図れるとの結果が示された。高速化は利用拡大が図れるものの多額の費用がかかるなど課題が山積みである。

### JR北海道との協力関係
現業職員の多くに、池北線を知るJR北海道からの出向者およびJR北海道退職者が充てられた。出向受け入れについては開業から数年経過し、経費負担区分や要員の事情もあって協議が重ねられたが、概ね従来通りの方式で継続された。
JR北海道路線との乗り換えは池田駅または北見駅で切符を買いなおす必要があったが、1989年（平成元年）10月1日より連絡運輸が開始され、足寄駅 - 帯広駅などJR線を合わせた切符を1枚で発券することが可能となった。1994年（平成6年）12月10日からはJR北海道の切符の取次販売を開始し、JR北海道区間のみの切符がふるさと銀河線内の駅で購入できるようになった。
JR北海道運営時は根室本線帯広駅方面への直通列車が帯広方面行4本、帯広方面発2本が設定されていた。帯広駅への乗り入れは増収対策として開業当初から検討されており、1990年（平成2年）7月の帯広市への協力要請に始まり、沿線自治体などを加えた検討委員会で乗り入れ方法や費用負担について話し合いが行われた。これを受けた12月の取締役会で、1991年（平成3年）秋を目処に実施することが確認され、同年5月よりJR車両の後ろに北海道ちほく高原鉄道車両を連結する方式で訓練が開始された。11月1日より、北海道ちほく高原鉄道車両は池田駅から帯広駅までの間を2往復、JR北海道車両は池田駅から足寄駅までの間を1往復、相互に乗り入れる形で開始され、北見駅では乗り入れ列車となる快速銀河号に合わせて出発式が行われた。
JR北海道あるいは旅行業者が主催する団体列車は、1992年（平成4年）5月13日にJR北海道釧路支社が企画したJR北海道発足5周年記念道東一周の旅としてジョイフルトレイン「クリスタルエクスプレス トマム & サホロ」が乗り入れたのを皮切りに、リゾート列車やお座敷列車など特急車両を中心に年間数本、JR車両による団体旅行が設定された。線内臨時列車では2001年（平成13年）7月31日から8月5日にかけて、JR北海道のC11形蒸気機関車牽引による「SL銀河号」が運行された。

## 経営状況

### 経営安定化基金
第三セクター化に必要な経営安定基金については、北海道が43億5,000円、沿線自治体が13億円、初期投資を除いた転換交付金が24億5,500万円の計81億500万円の積み立てにより「北海道ちほく高原鉄道経営安定基金」の名称で北見市に設置。目的に応じた3つの基金からなり、種類ごとに銀行預金など確実かつ有利な運用管理をし、赤字はこれらの運用益（1989年時点で約5.4 %）から補填することが決められた。
第一基金
運用益を会社の経常損失に補助できる。供出元は北海道と沿線自治体。元本を処分することはできない。
第二基金
鉄道事業の損失および鉄道施設の整備・更新に補助できる。供出元は転換交付金。
第三基金
営業開始から5年度までの鉄道事業の損失に対する元本補助。供出元は北海道と沿線自治体。

### 2002年度までの経営実績
| 年度               | 収入    | 収入   | 収入    | 費用    | 費用   | 費用    | 営業損益 | 営業外損益 | 経常損益 | 特記事項 | 出典   |
| 年度               | 営業    | 営業外 | 計      | 営業    | 営業外 | 計      | 営業損益 | 営業外損益 | 経常損益 | 特記事項 | 出典   |
| ------------------ | ------- | ------ | ------- | ------- | ------ | ------- | -------- | ---------- | -------- | -------- | ------ |
| 1989年（平成元年） | 261,583 | 57,593 | 319,176 | 698,246 | 11,489 | 709,735 | △436,663 | 46,104     | △390,559 |          | [ 43 ] |
| 1990年（平成2年）  | 312,889 | 38,047 | 350,936 | 838,256 | 10,792 | 849,048 | △525,367 | 27,255     | △498,112 |          | [ 43 ] |
| 1991年（平成3年）  | 305,076 | 32,114 | 337,190 | 842,655 | 11,269 | 853,924 | △537,579 | 20,845     | △516,734 |          | [ 43 ] |
| 1992年（平成4年）  | 285,814 | 31,146 | 316,960 | 784,548 | 10,781 | 794,329 | △497,734 | 20,365     | △477,369 |          | [ 43 ] |
| 1993年（平成5年）  | 272,144 | 23,215 | 295,359 | 813,264 | 10,476 | 823,740 | △541,120 | 12,739     | △528,381 |          | [ 43 ] |
| 1994年（平成6年）  | 266,864 | 25,374 | 292,238 | 766,928 | 1,047  | 767,975 | △500,604 | 24,327     | △475,737 |          | [ 43 ] |
| 1995年（平成7年）  | 282,407 | 28,100 | 310,507 | 786,029 | 467    | 786,496 | △503,622 | 27,633     | △475,989 |          | [ 43 ] |
| 1996年（平成8年）  | 286,871 | 21,779 | 308,650 | 770,294 | 186    | 770,480 | △483,423 | 21,593     | △461,830 |          | [ 43 ] |
| 1997年（平成9年）  | 267,002 | 25,556 | 292,558 | 760,591 | 4,062  | 764,653 | △493,589 | 21,494     | △472,095 |          | [ 43 ] |
| 1998年（平成10年） | 281,639 | 22,020 | 303,659 | 775,039 | 2,959  | 777,998 | △493,400 | 19,061     | △474,339 |          | [ 43 ] |
| 1999年（平成11年） | 234,402 | 24,216 | 258,618 | 732,043 | 3,482  | 735,525 | △497,641 | 20,734     | △476,907 |          | [ 43 ] |
| 2000年（平成12年） | 210,278 | 25,251 | 235,529 | 652,426 | 2,680  | 655,106 | △442,148 | 22,571     | △419,577 |          | [ 43 ] |
| 2001年（平成13年） | 240,554 | 27,101 | 267,655 | 647,788 | 1,488  | 649,276 | △407,234 | 25,613     | △381,621 |          | [ 43 ] |
| 2002年（平成14年） | 204,091 | 28,283 | 232,374 | 609,451 | 1,547  | 610,998 | △405,360 | 26,736     | △378,624 |          | [ 43 ] |

### 2002年度までの輸送実績
| 年度               | 輸送人員（人） | 輸送人員（人） | 輸送人員（人） | 輸送人員（人） | 輸送密度 人/1日 | 特記事項       | 出典   |
| 年度               | 定期外         | 通勤定期       | 通学定期       | 合計           | 輸送密度 人/1日 | 特記事項       | 出典   |
| ------------------ | -------------- | -------------- | -------------- | -------------- | --------------- | -------------- | ------ |
| 1989年（平成元年） | 304,073        | 73,180         | 526,556        | 903,809        | 516             | 6月4日から     | [ 44 ] |
| 1990年（平成2年）  | 316,063        | 90,264         | 620,758        | 1,027,085      | 476             | 通年営業初年度 | [ 44 ] |
| 1991年（平成3年）  | 302,573        | 88,822         | 551,940        | 943,335        | 439             |                | [ 44 ] |
| 1992年（平成4年）  | 301,977        | 86,460         | 515,100        | 903,537        | 472             |                | [ 44 ] |
| 1993年（平成5年）  | 302,279        | 73,740         | 504,060        | 880,079        | 462             |                | [ 44 ] |
| 1994年（平成6年）  | 301,299        | 74,820         | 489,660        | 865,779        | 456             |                | [ 44 ] |
| 1995年（平成7年）  | 292,212        | 71,220         | 453,000        | 816,432        | 431             |                | [ 44 ] |
| 1996年（平成8年）  | 278,380        | 57,540         | 429,540        | 765,460        | 407             |                | [ 44 ] |
| 1997年（平成9年）  | 259,519        | 57,600         | 380,520        | 697,639        | 372             |                | [ 44 ] |
| 1998年（平成10年） | 248,722        | 46,860         | 382,740        | 678,322        | 361             |                | [ 44 ] |
| 1999年（平成11年） | 230,548        | 38,640         | 387,600        | 656,788        | 345             |                | [ 44 ] |
| 2000年（平成12年） | 202,177        | 32,400         | 380,340        | 614,917        | 320             |                | [ 44 ] |
| 2001年（平成13年） | 194,003        | 30,780         | 352,860        | 577,643        | 302             |                | [ 44 ] |
| 2002年（平成14年） | 183,297        | 28,800         | 323,940        | 536,037        | 281             |                | [ 44 ] |

下落傾向であった運輸収入は1995年（平成7年）度の運賃改定で増加したが、利用客の減少が効果を半減させる結果となった。開業から5年間は転換鉄道事業者に対し赤字額の半分を補助する制度があったが、満5年となった1994年6月3日をもって打ち切られた。経営安定化基金の運用益による補填は、1992年（平成4年）度までは予想を上回る運用果実があったが、バブル景気崩壊による超低金利時代到来で以降は著しく減少。元金を取り崩して補填せざるを得ない状況となった。

## 存廃議論の開始
利用客はピーク時の約半分に落ち込み、経営改善計画実行後も実行前と同水準の赤字が見込まれた。これまで赤字を補填してきた経営安定化基金は2004年（平成16年）度で底をつく見通しとなるなど経営は厳しさを増す一方であった。2003年（平成15年）3月29日には北海道ちほく高原鉄道、北海道、沿線自治体を構成員とする「ふるさと銀河線関係者協議会」を設置し問題点や方向性の協議が始められた。
2003年（平成15年）度の協議会では、北海道と沿線自治体は沿線住民の足確保という面では一致したが、北海道ちほく高原鉄道に対する財政支援について北海道は否定的な考えを示した。沿線自治体でも赤字負担の姿勢について差が生まれつつあった。
北海道は、高速化は130 km/h走行の整備に約140億円かかる見通しであることから負担は不可能。バス転換の場合は鉄道と同水準の運行ダイヤはバスでも可能であり、系統の組み方によっては国や北海道の補助対象となることから自治体の負担は大幅に圧縮できる見通しであることが示された。経営安定化第一基金は元本は取り崩さないことになっているが、仮に取り崩せるようにした場合でも廃線まで取り置いておく必要がある額を除いたものは約17億円で、4年程度で底をつく。鉄道存続の場合に北海道が負担できる補助金は年間約4,500万円であることなども報告された。
沿線自治体は鉄道廃止・バス転換ありきでは議論にならないと強く反発したが、北海道を納得させるような存続への具体策はなく、財政負担の覚悟も聞かれず、困ったときの北海道頼みといった依存体質をかえって露呈する形となった。沿線自治体は鉄道存続の姿勢を崩さなかったが、運賃値上げなどを行った上で北海道に対して赤字額の75 %を負担するよう要請（25 %は沿線自治体が負担）。その上で、高速道路の整備促進など地域振興は自治体の意向を尊重することを条件に、バス転換の議論も並行して進めることを容認した。これを受けた北海道は億単位の新たな負担は難しい。地域振興については早急に検討に入る旨の返答があった。また、民間から提案があった地域通貨の導入、簡易高速化、JR北海道への移管について、何れも実施困難であることが報告された。
2004年（平成16年）の協議会では、本年度は増収対策など存続に向け最大限努力し、それでも経営改善の見通しが立たなければバス転換を決める。2005年（平成17年）度は営業を継続し、赤字補填についてはこの間に限り第一基金を充てる方向とする。ただし同年度はバス転換への準備期間および鉄道廃止手続に要する期間として考えることなどが確認された。
3つの監査法人に依頼した経営分析の結果が出、2法人は「存続は困難で鉄道経営の限界を認識する時期。改善策も効果が限定的で有効な増収策は見当たらない。今後施設更新での出費も予想され、バス転換以外の方策は難しい」といった旨を表明。残る1法人は「自治体の財政支援が必要。支援がなければバス転換はやむを得ない」とした。会社の経営状況説明では、2010年（平成22年）度まで年間3億5千万円から4億600万円程度の赤字が予想され、鉄橋や車両の更新費用に29億円が必要、社員の深刻な高齢化が報告された。これらの報告を受けた北海道は財政負担の低いほうを選ぶとバス転換を主張。沿線首長からは存続要望と廃止容認が交錯した。
道央圏・新千歳空港からオホーツク・知床へのアクセス強化として特急列車の運行要望が再燃した。札幌駅 - 北見駅間、特急「オホーツク」の現行経路と千歳線・石勝線・根室本線・ふるさと銀河線経由を比較し、ふるさと銀河線の最高速度を130 km/h対応とする全線改良で約35分、最高速度を85 km/hから95 km/h程度とする簡易高速化で約17分の所要時間短縮といった具体的な数値も出された。前者は費用が高額になる。後者は費用はそれほどでもないが現行経路の札幌駅 - 旭川駅間で高性能車両を導入すれば迫ることができることなどから具体化には至らなかった。また特急列車をふるさと銀河線経由とすることで石北本線の存廃問題が浮上する可能性も指摘された。
2005年（平成17年）に入り北海道からバス転換した際の収支見通しが示され、損益は鉄道存続の半分以下で、バス路線維持の補助金措置により沿線自治体の負担も抑えられることが報告された。十分な議論を求め結論の1年先送りを主張する自治体もあったが、これまでの協議のけじめをつけるべきと3月までに存廃結論を出すことは変更されなかった。存続へ向けた案は引き続き出されたが、具体的な話を聞くべきという声もあるが、具体性や実現性がないと難色を示す声が相次ぎ、「時間が足りない」「現実路線を」が交錯する場面もあった。

## ふるさと銀河線、廃線へ
2005年（平成17年）3月27日、100人以上の傍聴者が詰めかける中協議会が開催された。1箇月前の協議会で陸別町長が提案した民間会社による低コスト運営については、検証に時間をかけるべきとの声もあったが、実現性が乏しく再建は難しいとしてこれ以上の先送りはしないと表明した。この協議会で存廃結論を出す予定であったが、十勝管内の自治体がバスの運行形態や自治体負担などの議論が不十分のまま廃止を決めるのは住民に説明できないと反発したが、北海道は今後検討するとの答えに終始。訓子府町と置戸町の発言があまりないなど意見の一致がないままで協議会を終了し、結論を取締役会へ持ち越した。
引き続き取締役会が開かれ、採決をもってふるさと銀河線を廃止しバス転換する方針を決め、4月17日に開催された臨時株主総会の議決を経て鉄道事業を廃止することが正式決定した。廃止理由が「北海道と沿線自治体の財政難」となっており、撤回しろとの強硬意見もあったが、廃止という経営判断を議論したいと取り合わなかった。このような神田孝次の議事進行に失望する声もあり、感情的なしこりを残したままでの決定であった。なお、廃止届は同年4月21日に国土交通省に提出された。
ふるさと銀河線は2006年（平成18年）4月20日、さよなら列車や超満員の最終列車の運行をもって営業を終了。1989年（平成元年）のふるさと銀河線への転換から17年、1911年（明治44年）の網走線全線開通から95年で、鉄路の営業に幕を下ろした。

## 清算、解散
最終列車の通過から1時間が経過し、廃止日である2006年（平成18年）4月21日を迎えた北見市内では、0時を迎えた途端に踏切撤去作業が開始された。この時点で82名いた社員は、4月30日付で74名が解雇もしくは出向元に戻り、5月より3名を新たに加えた11名体制で業務にあたった。6月24日の株主総会で清算会社への移行を決議。資産売却などの残務整理が進められることになった。
車両や土地・施設の売却は順調に進み、2007年（平成19年）12月22日の清算人会で純資産は約4億8,000万円で、これを株主に分配することが報告された。資本金は4億9,995万円であることから、ほぼ額面通りとなった。経営安定化基金は施設撤去費や代替バスの車両購入費などに充てられ残額は約14億8,000万円となっていたが、通学定期差額補助分として約6,000万円を残し、沿線自治体に跡地利用対策費として交付することとなった。
2008年（平成20年）3月15日、26名が出席し最後の株主総会が開催された。株主は万感の思い、すでに廃線となっているので今更どうしようもない思いなど気持ちは様々であった。質問が4件程度出たのみで35分間で終了した。清算結了の登記を経て、3月31日付で北海道ちほく高原鉄道は消滅した。

## 路線
- ふるさと銀河線 池田 - 北見（140.0km 33駅・第一種鉄道事業）

## 車両
ふるさと銀河線廃止時点で2形式の気動車が在籍していた。
- CR70形・CR75形

開業当初は車両数が不足しており、必要車両数が揃うまでJR北海道のキハ22形を借り受けていた。

## 運賃・切符
大人普通旅客運賃（小児半額・10円未満切り捨て）。
- 1989年（平成元年）6月4日：（営業開始）[12]。
- 1995年（平成7年）9月1日：運輸収入の改善を見込んだ改定[30][52][12]。
- 1997年（平成9年）4月1日：消費税率改定に伴う税率上昇分の改定[12][36]。
- 2001年（平成13年）4月1日：経営改善計画による運輸収入の改善を見込んだ改定[53]。

| 改定日    | （1989年6月4日） | 1995年9月1日 | 1997年4月1日 | 2001年4月1日 |
| 距離 (km) | 運賃（円）       | 運賃（円）   | 運賃（円）   | 運賃（円）   |
| - 3       | 140              | 160          | 160          | 180          |
| - 6       | 180              | 210          | 210          | 230          |
| - 10      | 210              | 250          | 250          | 280          |
| - 15      | 240              | 280          | 290          | 320          |
| - 20      | 330              | 390          | 400          | 440          |
| - 23      | 410              | 480          | 490          | 540          |
| - 28      | 490              | 580          | 590          | 650          |
| - 32      | 590              | 690          | 700          | 770          |
| - 37      | 670              | 790          | 810          | 890          |
| - 41      | 760              | 890          | 910          | 1,000        |
| - 46      | 840              | 990          | 1,010        | 1,110        |
| - 55      | 980              | 1,150        | 1,170        | 1,290        |
| - 64      | 1,140            | 1,340        | 1,370        | 1,510        |
| - 73      | 1,320            | 1,550        | 1,580        | 1,740        |
| - 82      | 1,490            | 1,750        | 1,780        | 1,960        |
| - 91      | 1,670            | 1,960        | 2,000        | 2,200        |
| - 100     | 1,850            | 2,170        | 2,210        | 2,430        |
| - 110     | 1,940            | 2,280        | 2,320        | 2,550        |
| - 128     | 2,270            | 2,660        | 2,710        | 2,980        |
| - 140     | 2,590            | 3,040        | 3,100        | 3,410        |

一般向けに通年販売する割引乗車券は定期乗車券、区間式回数乗車券のほかでは1993年（平成5年）9月1日より金券式特殊回数券、3月1日には北見 - 帯広間を繁忙期限定で運行する特急バスへの対抗措置および開業5周年を迎えるにあたって北見駅・上常呂駅から帯広駅までの往復割引乗車券「銀河GOGO往復割引切符」などが設定されていた。
このほか置戸駅・訓子府駅・上常呂駅から北見駅まで日曜・祝日限定のお買い物往復割引きっぷ、一日乗車券などが期間限定で発売された。